# Hermano IV de Baden
Hermano IV de Baden (em alemão:  Hermann IV. von Baden; 1135 – Pforzheim, 13 de setembro de 1190), foi um nobre alemão, pertencente à Casa de Zähringen, e que foi Marquês de Baden e Marquês titular de Verona.

## Biografia
Era o filho de Hermano III de Baden e de Berta de Lorena, filha do duque Simão I da Lorena. Por volta de 1162 ele casou com Berta (falecida a 24 de fevereiro de 1169), filha do Conde Palatino Luís de Tübingen.
Juntamente com o Imperador Frederico I, Hermano tomou parte no cerco e destruição de Milão. De 1176 a 1178 e participou na campanha italiana do imperador, tomando parte na batalha de Legnano em 1176. Hermano garantiu a paz de Constança, em 1183, pelo qual as cidades da Lombardia se tornaram independentes. 
Hermano acompanhou o imperador durante a Terceira Cruzada, atravessando a Anatólia em direção ao Cerco de Acre. A morte de Frederico I, em junho de 1190, fez com que milhares de soldados alemães deixassem as forças cristãs, regressando a casa através dos portos sírios e cilícios. O exército conjunto Alemão-Hungaro continuou para sul vindo  ser afetado pela doença, próximo de Antioquia, o que o enfraqueceu ainda mais. Hermano viria a falecer no acampamento cristão, a 13 de setembro de 1190. Apenas uma pequena parte do exército inicial tomou parte no cerco de Acre.
Após a morte de Hermano IV, Baden foi repartido entre os seus dois filhos, ficando Hermano V a governar Baden-Baden e Henrique I a governar Baden-Hachberg.

## Casamento e descendência
Do seu casamento com Berta de Tübingen, nasceram seis filhos:
- Hermano V (Hermann) (morreu a 16 de janeiro de 1243), sucedeu ao pai como Margrave de Baden-Baden;
- Henrique I (Heinrich) (morreu a 2 de julho de 1231), sucedeu ao pai como Margrave de Baden-Hachberg;
- Frederico (Friedrich) (1161–1217) Regente;
- Juta (Jutta)
- Berta (Bertha)